# Nykøbing Sjælland
För andra betydelser, se Nykøbing.
Nykøbing Sjælland är en tätort och stad på nordvästra Själland i östra Danmark. Den utgör sedan 2007 centralort i den då nybildade Odsherreds kommun och har tidigare utgjort centralort i dåvarande Nykøbing-Rørvig kommun). Staden ligger vid Isefjorden på den norra delen av halvön Odsherred och hade 5 229 invånare 2017. 
Nykøbing Sjælland är slutstation på järnvägslinjen Odsherredsbanan från Holbæk.

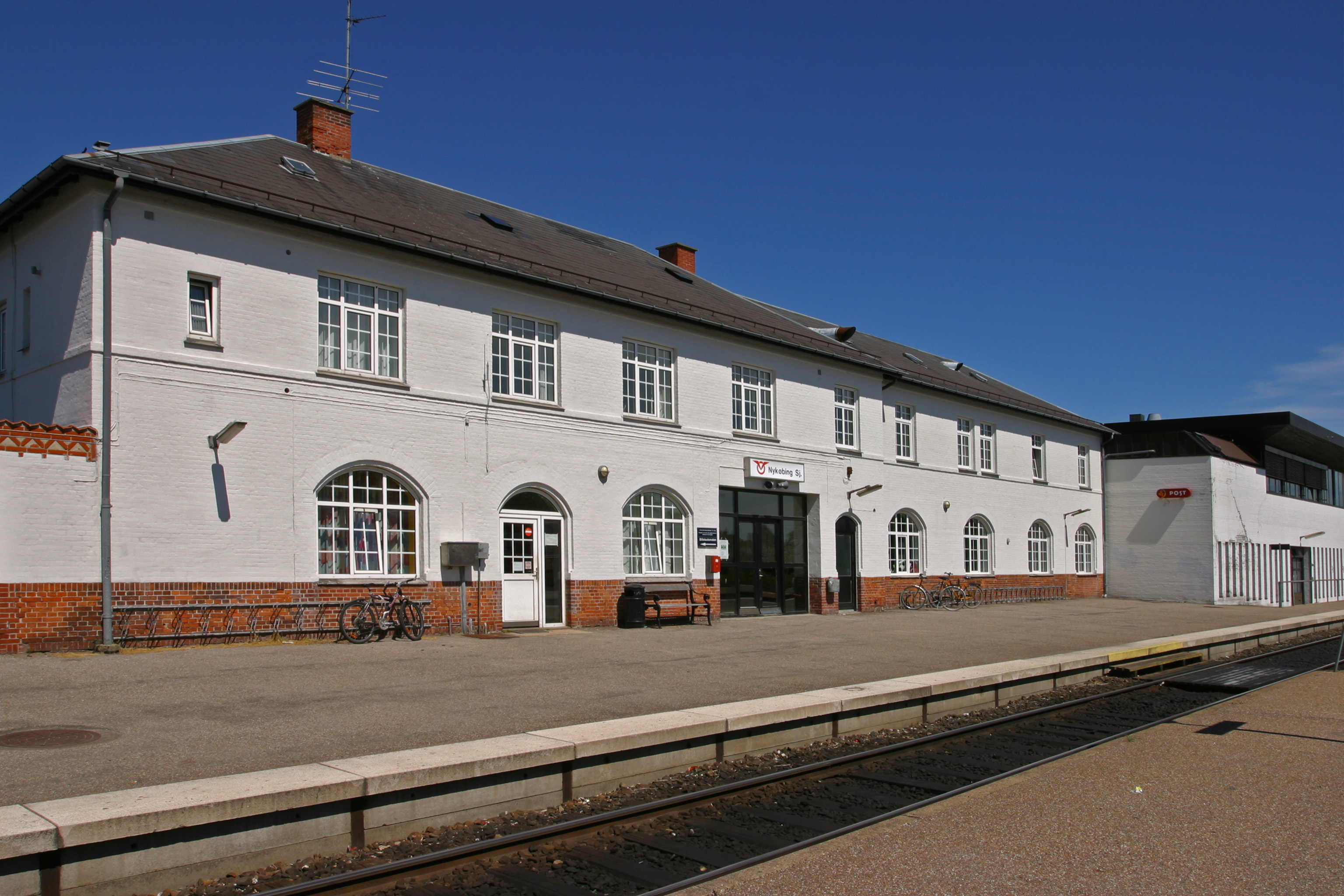
Nykøbing Sjællands station.